# Jo Pieper
Jo Pieper, eigtl. Josef Pieper, (* 1. August 1893 in Recklinghausen; † 30. September 1971 in Essen) war ein deutscher Maler und Grafiker.

## Leben und Wirken

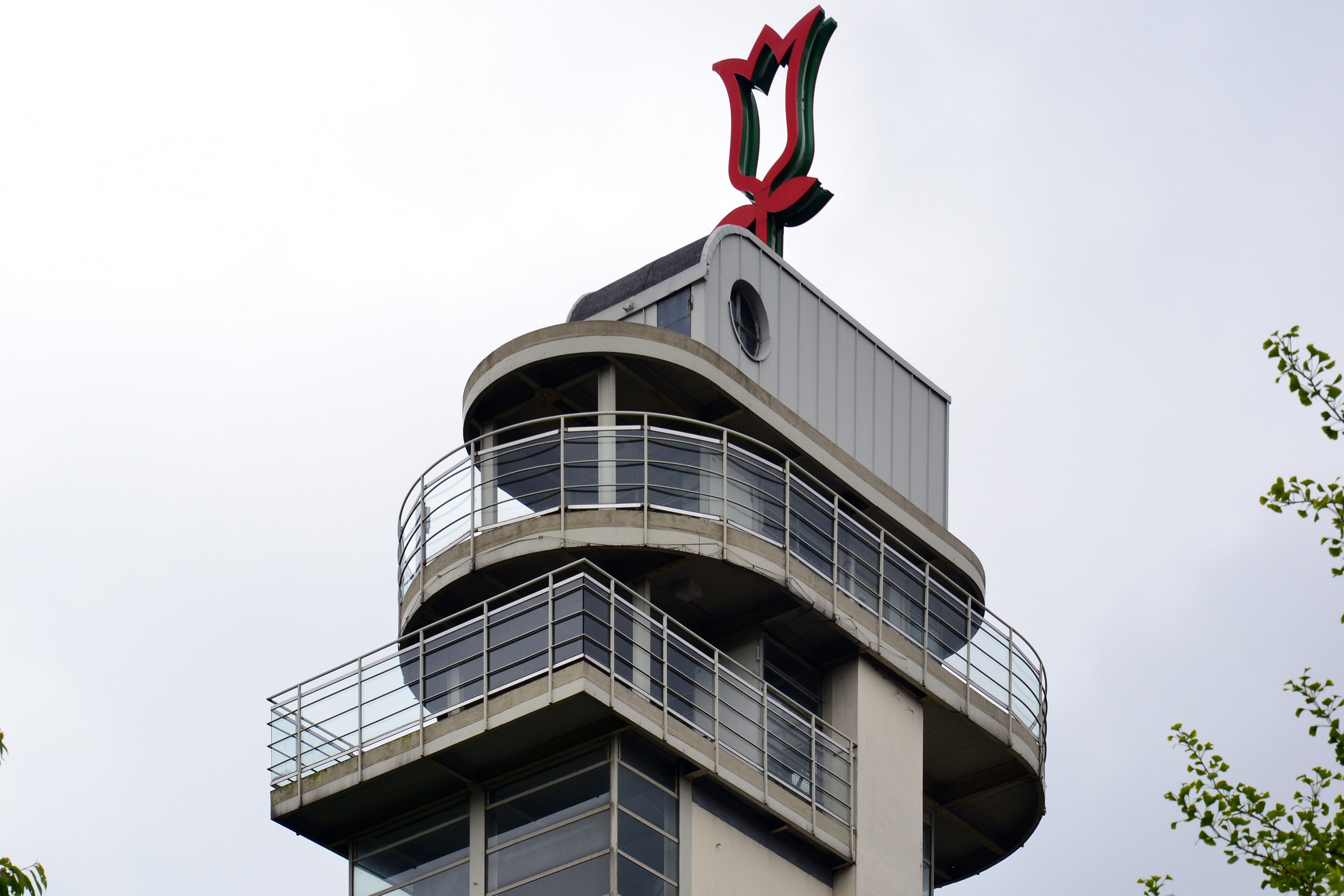
Stilisierte Tulpe als Logo des Grugaparks auf dem Grugaturm

In Recklinghausen im Ruhrgebiet geboren, studierte Jo Pieper zwischen 1910 und 1914 an der Kunstgewerbeschule in Dortmund. Im Ersten Weltkrieg war er Soldat. Er besaß Kontakte zum Künstlerkreis um Mutter Ey in Düsseldorf und ließ sich 1922 als freischaffender Maler und Grafiker in Essen nieder, wo er Plakate entwarf. So schuf er 1929 die stilisierte Tulpe anlässlich der Eröffnung der Großen Ruhrländischen Gartenbauausstellung (GRUGA), die noch heute in leicht veränderter Form Symbol des Grugaparks ist und sich unter anderem auf dem Grugaturm befindet.
In den 1930er Jahren übernahm Pieper eine Tätigkeit als nebenamtlicher Lehrer an der Folkwangschule in Essen, an der er Freihand-, Pflanzen- und figürliches Zeichnen lehrte. Er war von 1939 bis 1944 auf allen Großen Deutschen Kunstausstellungen in München.  und 1953 in der DDR auf der Dritten Deutschen Kunstausstellung vertreten.
1958 nahm er erneut eine Lehrtätigkeit an der Folkwangschule für Gestaltung, Werkkunstschule der Stadt Essen im Fach Akt- und figürliches Zeichnen auf. Diese Aufgabe führte er bis kurz vor seinem Tod aus, wo er sie aus gesundheitlichen Gründen aufgeben musste.
Pieper interessierte sich als Maler für die Themen Roma/Sinti, Mutter und Kind, Porträts, Akte und Landschaften der Nordsee. Zudem malte er seine Erinnerungen an seine Reisen nach Belgien, Frankreich, die Niederlande und Österreich. Besonders die Orte Paris und Tirol spiegeln sich in seinen Malereien wider.
Pieper war Vorstandsmitglied im Ruhrländischen Künstlerbund Essen (RKB). Mit anderen Künstlern stellte er unter anderem Josef van Heekern aus, darunter bei der Großen Kunstausstellung Essen 1947, im Suermondt-Ludwig-Museum in Aachen 1951, bei der Ausstellung der Künstlergemeinschaft Hellweg 1952, im Amerikahaus Ruhr und im Kunsthaus Bielefeld 1953. Heute befindet sich ein Teil seiner Werke in Privatbesitz, aber auch in öffentlicher Hand, wie beispielsweise im Landtag und Kultusministerium Nordrhein-Westfalen und bei den Städten Bochum, Düsseldorf, Essen, im Kunstmuseum Gelsenkirchen und bei der Stadt Lünen.

## Schriften
- Jo Pieper: Meine Gedanken über Werbekunst. In: Der Schacht 4 (1927/28), Heft 14, S. 182–6.